# Rimini (Fabrizio De André)
Rimini è il nono  album in studio del cantautore italiano Fabrizio De André, pubblicato nel 1978.

## Storia e contenuti
Dopo la collaborazione con Francesco De Gregori, da cui era risultato l'album Vol. 8 del 1975, con Rimini De André comincia a lavorare con Massimo Bubola, coautore di tutti i brani.
L'album, che presenta musicalità più lontane dalla chanson francese e più vicine al folk europeo e americano e al pop, nasce dopo la delusione politica di De André per le vicende degli ultimi anni settanta, in particolare per la rottura con le idee del sindacato (a cui si fa riferimento in Coda di Lupo).
I testi sono più oscuri e lirici, con un profilo aspro e crudo che nei precedenti album e sono presenti due brani interamente strumentali: Folaghe e Tema di Rimini.
In Sally, Andrea e Volta la carta tornano i personaggi cari da sempre a De André: prostitute, omosessuali, tossicodipendenti ed emarginati. Dietro l'aspetto favolistico, si intravedono temi politici, in maniera meno esplicita rispetto a Storia di un impiegato e alla successiva La domenica delle salme, con la sconfitta del movimento del Sessantotto e il successivo terrorismo delle Brigate Rosse. In particolare si ritrovano riferimenti soprattutto in Coda di lupo (sul movimento del Settantasette), ma anche, a detta di alcuni critici, in Rimini, Parlando del naufragio della London Valour e Andrea.
Le tastiere sono suonate da Gian Piero Reverberi, che sostituisce Tony Mimms anche come curatore degli arrangiamenti finali per motivi mai ufficialmente chiariti. Alla chitarra solista Marco Zoccheddu, già collaboratore in Nuova Idea, Osage Tribe e Duello Madre, esegue i riff di Coda di lupo e Parlando del naufragio della London Valour ed il finale del brano Rimini con suoni distorti caratterizzati dall'uso dello wah-wah; alla sezione ritmica ci sono due 'turnisti' di estrazione Jazz: Bruno Crovetto e il quasi onnipresente Tullio De Piscopo, batterista di punta di quasi tutta la migliore discografia italiana e non solo degli anni settanta. Alla chitarra acustica Sergio Farina insieme all'ex-New Dada nonché componente del gruppo di pop melodico I vicini di casa Gilberto Ziglioli e allo stesso De André. Da ricordare infine la presenza del fisarmonicista Mario Battaini (qui alla sua ultima presenza discografica prima del ritiro), particolarmente in evidenza soprattutto in Sally.

## Tracce
Testi e musiche di Fabrizio De André e Massimo Bubola, tranne dove diversamente indicato.
1. Rimini – 4:08
2. Volta la carta – 3:49
3. Coda di lupo – 5:24
4. Andrea – 5:31
5. Tema di Rimini – 1:52
6. Avventura a Durango (Romance in Durango) – 4:51 (testo e musica originali di Bob Dylan e Jacques Levy, traduzione e adattamento di F. De André e M. Bubola)
7. Sally – 4:49
8. Zirichiltaggia – 2:18
9. Parlando del naufragio della London Valour – 4:41
10. Folaghe – 2:58

Durata totale: 40:21

## Le canzoni

### Rimini
È la storia di Teresa, una ragazza riminese figlia di una coppia di droghieri, che viaggia nello spazio e nel tempo con la fantasia. La canzone affronta, in maniera poetica, non solo il tema dell'aborto, ma anche il tema di quella gioventù di provincia romagnola che viveva di turismo e di amori che durano solo un'estate, già descritta con eloquenza dal celebre regista riminese Federico Fellini nel film I vitelloni (1953). È una canzone in cui realtà e sogno si intrecciano: Teresa evade con la mente dalla Rimini estiva e spazia nel mare, nel tempo e nello spazio fino ad incontrare Cristoforo Colombo e a ritrovarsi a Venezia. La ragazza e il grande navigatore sono accomunati da uno spirito d'avventura che li fa sentire stretti nella cartina geografica tracciata loro intorno e l'uno naviga verso l'ignoto, l'altra guarda oltre l'orizzonte e sogna. Lo spirito d'avventura si materializza nel comunismo rivoluzionario, idealizzato da Teresa, che lo compara alla monotonia della sua Rimini.

### Volta la carta
Il brano affonda le sue radici in un filone di filastrocche di varie tradizioni italiane che accostano, verso dopo verso, concetti molto distanti tra loro (introdotti dalla frase «volta la carta»), ma spesso legati dalla rima, sfociando in quello che Bubola ha definito «un esempio di surrealismo popolare». Tra le strofe c'è inoltre una citazione della canzone popolare Madamadorè.
Il ritornello, che prende ispirazione contemporaneamente da una canzone popolare (Angiolina, bell'Angiolina) e dal neorealismo di Pane, amore e fantasia, racconta invece la storia di una ragazza di nome Angiolina, che inizialmente patisce delusioni d'amore a causa di un carabiniere, ma che infine riesce a trovare il suo uomo e sposarsi.

### Coda di lupo
(Fabrizio De André)
(Matteo Borsani - Luca Maciacchini, Anima salva, p. 112)
La canzone è politica, poetica e fantasiosa. Attraverso la metafora di un ragazzo pellerossa che viene iniziato alla vita adulta e alle difficoltà della vita, parla della generazione dei ragazzi cresciuti negli anni settanta, nell'epoca della contestazione giovanile, dell'immaginazione al potere, durante gli anni di piombo. Molti sono i riferimenti all'attualità del tempo, come la Cacciata di Luciano Lama dall'Università di Roma da parte degli studenti contestatori, nel 1977: «vicino a Roma, a Little Big Horn / capelli corti generale ci parlò all'università / dei fratelli tute blu che seppellirono le asce / ma non fumammo con lui, non era venuto in pace». De André rimprovera, in questa canzone, la linea politica sottomessa dei sindacati ("i fratelli tute blu che seppellirono le asce").
I vari "dei" cui il protagonista raccomanda di non credere sono i simboli di condizioni e fatti: i valori della borghesia industriale (dio degli inglesi), il lavoro che arricchisce i già ricchi (dio "fatti il culo"), la paura della ribellione dei giovani da parte delle istituzioni (il loro dio perdente), la fine degli ultimi vecchi partigiani sognatori, inghiottiti dalla storia (il loro dio goloso), i valori della borghesia (dio della Scala), la fine della contestazione studentesca, sancita dalla repressione e dal numero chiuso alle Università (dio a lieto fine, che manca), le illusioni fragili che rimangono ai pochi superstiti (dio senza fiato). L'ultima strofa descrive la condizione attuale di chi dopo nove anni di contestazione si trova o a protestare in maniera solitaria e convulsiva, magari violentemente, o sfoga la sua repressione nell'arte, viene mitizzato dalle generazioni più giovani e prova a guardarsi indietro, nel suo percorso.
Il tema è prettamente politico. Tuttavia, rispetto all'album Storia di un impiegato, De André appare più distaccato e disincantato. Il testo scivola sull'ironico e gioca tutto sul parallelismo tra gli indiani d'America e gli Indiani metropolitani, per finire con la strofa conclusiva che racchiude anche un'autocritica per chi "scarica la sua rabbia in un teatro di posa".

### Andrea
(Fabrizio De André durante il concerto tenuto al Teatro Smeraldo di Milano il 19/12/1992, prima di eseguire Andrea a luci accese)
In questo album viene per la prima volta registrata Andrea, canzone che diventerà, insieme a La guerra di Piero e La ballata dell'eroe, una delle canzoni più fortemente antimilitariste non solo di De André ma anche di tutta la musica italiana. Il tema è una storia d'amore omosessuale ambientata durante la prima guerra mondiale; per tale motivo Andrea è pure una canzone sulle diversità e contro l'omofobia (Courir, Amadeus 1997).
Dai versi finali "... il secchio gli disse: "Signore, il pozzo è profondo"... lui disse: "Mi basta che sia più profondo di me"" si può dedurre che l'omosessuale Andrea, dopo aver saputo della morte dell'innamorato (il soldato dai "riccioli neri") al fronte, per il dolore, si suicidi gettandosi nel pozzo.

### Avventura a Durango (Romance in Durango)
Avventura a Durango, versione in italiano di Romance in Durango di Bob Dylan, è la storia di un messicano che fugge a cavallo verso il deserto, insieme alla donna amata, dopo aver ucciso un uomo. Non si sa se l'omicidio è avvenuto a torto o a ragione (il protagonista si limita a ricordare, durante la fuga, di essere certo che sia avvenuto per mano sua, dichiarando: "Sono stato proprio io all'osteria a premere le dita sul grilletto"), anche se si fa riferimento a un incubo e al denaro ricavato dal fatto di sangue (ed egli ricorda che ormai "Quello che è fatto è fatto"). Si tratta probabilmente della storia di un bandito, combattuto tra il rimorso per un delitto e il suo sogno d'amore, che immagina un futuro di redenzione ("La strada è lunga ma ne vedo la fine").
Il bandito sogna di volersi redimere in "una missione" da un frate che "pregherà per il perdono" e che la sua amata riceva la comunione sotto la protezione di Dio "sulle colline". Il fuggiasco ama teneramente la donna e la incoraggia a tenere duro e a confidare in Dio, attraverso la strofa reiterata in spagnolo. L'epilogo volge però verso un'atmosfera tragica, perché all'improvviso l'uomo viene colpito da un proiettile alla schiena.
Dylan lascia in sospeso il finale, senza chiarire se i due riescono o meno a salvarsi ("Potremmo non vedere più Durango", canta alla fine lo stesso De André). De André e Bubola hanno traslato il ritornello di Dylan, che mescolava parole in spagnolo e inglese ("No llores mi querida, soon the desert will be gone"), in vivaci espressioni ottenute mescolando all'italiano parole che ricordano i dialetti napoletano e abruzzese ("Nun chiagne Maddalena"; "Strigneme Maddalena, stu deserto finirà").

### Sally
Sally racconta in chiave fiabesca il distacco di un giovane dalla propria famiglia e il suo ingresso nel mondo, dove entra a contatto con la droga, la violenza e la prostituzione. Si tratta forse di un brano autobiografico dello stesso De André.
Sally simboleggia la delusione di veder svaniti i propri sogni e le proprie illusioni, mostrando che chi non riesce ad adattarsi alla società finisce per esserne vittima. 
il protagonista e voce narrante dapprima vive nell'autorità della madre, che gli raccomanda di non "giocare con gli zingari nel bosco". Con la trasgressione al divieto e l'incontro con Sally egli incomincia la sua avventura, e si avvia, sprovveduto e senza le conoscenze necessarie, ad affrontare tutto ciò che è il mondo.
Le prime strofe del brano e l'ultima, che riprende la prima, attingono da una filastrocca britannica:
Le altre strofe, che presentano i personaggi di Pilar e del Re dei Topi, si ispirano rispettivamente a Cent'anni di solitudine di Gabriel García Márquez, di cui Pilar è uno dei personaggi femminili, e a El Topo di Alejandro Jodorowsky.

### Zirichiltaggia
Zirichiltaggia è una veloce ballata in gallurese, dialetto nel quale il titolo significa Lucertolaio, che testimonia la forza e la cultura sarda che stavano sempre più affascinando e coinvolgendo De André in quegli anni. L'artista a tal proposito ha dichiarato: 
(Fabrizio De André, 1979, durante il concerto con la PFM)
Si tratta di uno dei due brani di De André cantati interamente in dialetto còrso gallurese (mentre Ave Maria, del 1981, che viene invece cantata da Mark Harris in lingua sarda, è un adattamento di un canto popolare logudorese e quindi non un brano originale del cantautore ligure); l'altro sarà Monti di Mola, incluso nell'album Le nuvole nel 1990.
Melodia e ritmica della canzone sono molto simili alla canzone Back Door (La Porte En Arrière) di D.L. Menard, hit degli anni sessanta in Louisiana, cantato in francese louisianais.

### Parlando del naufragio della London Valour
Parlando del naufragio della London Valour è un brano con il testo recitato, anziché cantato, da De André; il naufragio della London Valour, evento reale accaduto a Genova il 9 aprile 1970 in cui persero la vita 20 marinai dell'omonima nave (che perse l'ancoraggio sul fondale a causa di una fortissima tempesta che si stava abbattendo sulla città e finì per schiantarsi contro gli scogli), è per l'autore lo spunto per una serie di immagini criptiche, con libera associazione di idee, nelle quali si trovano anche riferimenti alla realtà politica degli anni settanta, i cosiddetti anni di piombo.
Il naufragio della London Valour, in tal senso, potrebbe essere una metafora dell'intera società italiana di quel periodo. Tra l'altro, l'intenzione di De André era quella di descrivere i comportamenti della massa, rappresentati in questo caso dagli abitanti della zona portuale di Genova, che quando si imbatte in una sciagura altrui vi assiste spinta dal solo movente della curiosità.
A differenza di altri brani a sfondo politico dell'album, il cantautore nel testo maschera in modo enigmatico le accuse più dirette al potere costituito, che gli avevano fruttato critiche nel caso di Storia di un impiegato che pure faceva ampio uso dell'ambientazione onirica e simbolica. Il testo è da collegare anche alla precedente canzone Coda di lupo, della quale è l'ideale continuazione: dopo che il potere e le stragi hanno distrutto la contestazione pacifica degli studenti, quello che rimane è solo il terrorismo delle Brigate Rosse e gruppi affini che conduce al naufragio, accennato nella frase "i marinai uova di gabbiano piovono sugli scogli", e la droga, già accennata nel finale di Coda di lupo e anche in questa canzone: "i marinai foglie di coca digeriscono in coperta".
Secondo l'interpretazione di alcuni critici tra cui Cesare G. Romana, non confermata dagli autori, il testo vorrebbe rappresentare simbolicamente la realtà di fine anni settanta. Lo smantellamento dei gruppi di lotta armata e l'anno in cui i sogni rivoluzionari si scontrarono con la dura realtà (il sequestro Moro, le leggi speciali, ecc.) che nel giro di un decennio avrebbe portato alla pace terrificante di cui si parla ne La domenica delle salme, in cui De André ritorna sull'argomento del "colpo di Stato silenzioso". Vi sono vari personaggi archetipici, come descritto dal coautore Bubola con riferimenti a tutti i partecipanti della scena politica: "il macellaio mani di seta" con il "grembiule antiproiettile", le "nove mascelle antiguerriglia", il "pasticciere di via Roma" con la "frusta giocattolo sotto l'abito da tè", cioè la violenza di Stato che "ogni dozzina di gradini trova una mano da pestare" cioè un capro espiatorio, questi ed altri, come il "paralitico" con "l'uccellino blu cobalto" ed il "poeta metodista" che "ha spine di rosa nelle zampe" ecc. si accordano tutti insieme, dopo aver assistito alla morte della moglie del capitano e al capitano che si toglie la vita, per tutelarsi contro «ogni sorta di naufragi o di altre rivoluzioni / e il macellaio mani di seta distribuì le munizioni». Questo è anche un ulteriore possibile riferimento ai membri della sinistra extraparlamentare, che criticavano da sempre De André perché "borghese", ma lentamente si spostarono invece su posizioni conservatrici, accanto ai nemici di un tempo; il tutto però, raffigurato allegoricamente nella vicenda del naufragio.  Il "poeta metodista" potrebbe però anche essere riferito a Riccardo Mannerini, poeta anarchico genovese, amico di De André, che era presente sul luogo del naufragio, infatti si dice che "la sua stella si è oscurata / da quando ha vinto la gara del sollevamento pesi". Mannerini si suicidò nel 1980, nella palestra di proprietà della moglie dove lavorava.
Max Manfredi ne ha fatto una versione nel 2000, rendendola molto più melodica dell'originale. Il brano si trova nel disco Aia da respia, raccolta di canzoni di De André interpretate da altri autori, prodotta dal Comune di Genova.

### Folaghe
È un brano solo strumentale, uno dei pochissimi di De André, messo a epilogo del disco, cui ha collaborato Tony Mimms, considerato da Faber un "grandissimo musicista". L'incontro con lui fu per il cantautore genovese una esperienza "da un punto di vista artistico estremamente positiva: lui nasceva come trombettista e scriveva le partiture d'archi come dei fiati, e venivano fuori queste cose straordinariamente belle, molto strane".

## Formazione
- Fabrizio De André – voce, chitarra acustica
- Sergio Farina – chitarra acustica
- Marco Zoccheddu – chitarra solista, chitarra elettrica
- Gilberto Ziglioli – chitarra acustica
- Gian Piero Reverberi – tastiera
- Bruno Crovetto – basso
- Tullio De Piscopo – batteria
- Mario Battaini – fisarmonica
- Luigi Bernardi – mandolino
- Attilio Casiero – mandolino
- Riccardo Pellegrino – violino
- Giuliano Bernicchi – tromba
- Virginio Bianchi – ocarina, fagotto
- Marino Pomarico – ocarina, fagotto
- Wanda Radicchi, Lella Esposito – cori
- Dori Ghezzi – voce in Rimini, Volta la carta e Andrea
- Vincenzo La Puma – tenore

## Classifiche
Album
| Anno | Classifica              | Posizione raggiunta |
| ---- | ----------------------- | ------------------- |
| 1978 | Hit parade Italia Album | 4                   |